# Guichixú
Guichixú är en ort i Mexiko.   Den ligger i kommunen Santiago Laollaga och delstaten Oaxaca, i den sydöstra delen av landet, 500 km sydost om huvudstaden Mexico City. Guichixú ligger 274 meter över havet och antalet invånare är 401.
Terrängen runt Guichixú är huvudsakligen kuperad, men åt nordost är den bergig. Runt Guichixú är det glesbefolkat, med 8 invånare per kvadratkilometer. Guichixú är det största samhället i trakten. I omgivningarna runt Guichixú växer huvudsakligen savannskog.